# Wolica Pusta
Wolica Pusta – wieś w Polsce położona w województwie wielkopolskim, w powiecie średzkim, w gminie Nowe Miasto nad Wartą.
Pierwsze wzmianki o miejscowości sięgają XIII wieku. Wieś została założona przed rokiem 1282 przez komesa Iwana należącego do rodziny Wieniawitów lub Doliwów. W XVIII i na początku XIX wieku w Wolicy Pustej rządzili Hersztopscy, a po nich, aż do 1939, Taczanowscy z Szypłowa. Słowo Wolica pochodzi od rzeczownika "wola", którego źródłosłów oznaczał wolność. Teren został założony prawdopodobnie na pustkowiu, stąd w drugim członie miejscowości wyraz "Pusta".   
Mieszkańcy Wolicy Pustej walczyli w Powstaniu Wielkopolskim. W czasie II wojny światowej zginęło paru jej mieszkańców, między innymi Jan Rogoziński w lutym 1945 roku w drodze z Drezna do Flossbergu oraz czterech pozostałych podczas wycofywania się oddziałów niemieckich w styczniu 1945 roku. Po II wojnie światowej Wolica Pusta była siedzibą gromady w gminie Nowe Miasto nad Wartą.
W Wolicy Pustej znajdują się trzy cmentarze różnych wyznań: rzymskokatolickiego, ewangelickiego i żydowskiego. Na cmentarzu rzymskokatolickim parafii p.w. św. Wawrzyńca pochowani są między innymi rodzice Generała Stanisława Taczaka.
W latach 1975–1998 miejscowość administracyjnie należała do województwa poznańskiego.